# Vendsyssel-gildet
Vendsyssel-gildet er en forening med det formål at fremme interessen for og kendskabet til dialekterne i Vendsyssel ved afholdelse af møder, arrangementer og udgivelse af folkemålspublikationer. Foreningen blev stiftet i 1982 på initiativ af bl.a. Astrid Kiil og højskoleforstander Knud Fogt. 
Gildet har udgivet vendsysselske sange, en digtsamling af Johannes Hadding og står hvert år bag et årsskrift om vendsysselsk sprog og kultur. 

## Ekstern henvisning
- Vendsyssel-gildet